# Élections générales sud-africaines de 1987
Les élections générales sud-africaines du 6 mai 1987 ont été marquées par la 10e victoire consécutive du parti national et la deuxième victoire de Pieter Willem Botha, cette fois en tant que président de la République d'Afrique du Sud. 
Ces élections ne concernent que la chambre de l'assemblée (élus par les seuls blancs) et non la chambre des représentants et celle des délégués, élus par les coloureds et les indiens lors des élections de 1984. 
Ces élections de 1987 ont lieu dans un contexte d'état d'urgence en vigueur dans le pays et marquent la percée d'une opposition conservatrice à la politique de Pieter Botha.

## Institutions et mode de scrutin
Inspiré du modèle consociationnel, la constitution sud-africaine de 1983, entrée en vigueur le 3 septembre 1984, établit un régime présidentiel basé sur un parlement tricaméral. En application de cette constitution, seuls les citoyens blancs d'Afrique du Sud, les Coloureds et les indiens, âgés de plus de 18 ans, résidant de l'une des circonscriptions électorales et non déchus de leurs droits civiques, émargent sur les listes électorales pour leur chambre respective. 
La chambre de l'Assemblée est ainsi composée de 178 membres dont 166 élus par l'électorat blanc, 4 nommés par le Président de la République et 8 élus par les 166 autres membres du parlement sur une base proportionnelle. La chambre des représentants est composée de 85 membres dont 80 élus pour 5 ans par l'électorat coloured, 2 nommés par le Président de la République et 3 élus par les 80 autres membres de la chambre sur une base proportionnelle. La chambre des délégués est composée de 45 membres dont 40 élus par l'électorat indien, 2 nommés par le Président de la République et 3 élus par les 40 autres membres de la chambre sur une base proportionnelle. La chambre des représentants est composée de 85 membres dont 80 élus pour 5 ans par l'électorat coloured, 2 nommés par le Président de la République et 3 élus par les 80 autres membres du parlement sur une base proportionnelle.
Ces élections s'effectuent par circonscriptions dans le cadre du scrutin uninominal majoritaire à un tour. Elles ne concernent que les membres de la chambre de l'assemblée. Élus en 1981, ils avaient vu leurs mandats prolongés pour 5 ans lors de l'élection des 2 autres nouvelles chambres en 1984. Plusieurs élections partielles, ainsi que de nombreuses nouvelles inscriptions d'électeurs sur les listes, ont cependant rendu nécessaire aux yeux du gouvernement l'organisation de nouvelles élections pour évaluer son soutien au sein de l'électorat blanc. Par conséquent, les élections qui interviennent en 1987 sont des élections anticipées et intermédiaires avant celles prévues en 1989 pour les 3 chambres du parlement.

## Contexte électoral
Une opposition conservatrice, hostile à la politique de réforme de l'apartheid et au tricaméralisme, s'est constituée en 1982 sous la direction d'Andries Treurnicht. Le parti conservateur, qu'il a créé avec des dissidents du parti national, parvient à rallier ou à élire plusieurs députés lors d'élections partielles à commencer par Treurnicht (qui avait remis son mandat en jeu). Il supplante rapidement l'autre opposition conservatrice, celle du parti national reconstitué, qui n'a réussi à élire qu'un seul député, Louis Stofberg, lors d'une élection partielle à Sasolburg en 1985. 
Cette montée en puissance de Treurnicht, qui s'effectue principalement dans les zones rurales et dans les cités ouvrières du Transvaal et de l'État libre d'Orange, se fait aux dépens du parti national mais aussi du parti progressiste-fédéral, opposition officielle depuis les élections de 1977. 
Parallèlement, Denis Worrall, ancien ambassadeur sud-africain à Londres, et Wynand Malan (député de Randburg élu sous les couleurs du parti national) s'allient et forment un mouvement indépendant. Le Parti de la Nouvelle République, héritier du Parti uni, tente péniblement de survivre alors que son programme a partialement été repris par le parti national lorsque celui-ci a fait adopter la nouvelle constitution sud-africaine en 1983 et créer un parlement tricaméral ouvert aux autres minorités raciales du pays.
La campagne électorale menée par le parti national, présenté en rempart contre les « forces de la révolution », rompt avec les pratiques antérieures, centrées sur les réunions de quartiers et les Afrikaners. Le recours à une campagne électorale à l'américaine, soutenue financièrement par les milieux d'affaires, témoigne ainsi du changement de la base électorale du parti.

## Résultats
Le parti conservateur passe de 16 à 23 sièges, le propulsant au statut d'opposition officielle tandis que le parti progressiste fédéral apparait comme le grand perdant des élections en passant de 26 à 19 sièges. Le parti conservateur remporte notamment les sièges de Roodepoort, Randfontein (remporté par Connie Mulder) et Nigel. Il s'offre le luxe de faire battre le Ministre de l'agriculture, Jacob Johannes Greyling Wentzel, à Bethal ainsi que le ministre-adjoint Hendrik Tempel à Ermelo, ratant de peu de réaliser le même exploit à Potchefstroom contre le ministre de la loi et de l'ordre, Louis Le Grange. 
De son côté, si le parti national avait élu 131 députés en 1981, il n'en disposait plus que de 111 à la veille des élections de 1987, du fait du ralliement de certains de ses députés au parti conservateur (16 députés à la veille des élections). En élisant 123 députés, le parti national regagne ainsi des sièges, notamment dans l'aire urbaine de Johannesburg (Hillbrow, Bezuidenhout et Edenvale) parvenant même à remporter les deux sièges de Pietermaritzburg sur l'opposition libérale. S'il ne retrouve pas son niveau de 1981, les résultats démontrent que le parti national rallie maintenant des électeurs qui votaient antérieurement pour les libéraux. 
Le parti de la nouvelle république finit de se désintégrer tandis que Wynand Malan est le seul candidat indépendant à obtenir un siège en étant réélu à Randburg. 
Sur les 12 sièges supplémentaires, 10 vont au parti national, un seul au parti progressiste fédéral et un au parti conservateur. Au total, le parti national se retrouve avec une majorité confortable de 133 sièges contre 23 au parti conservateur, 20 au parti progressiste fédéral, 1 au parti de la nouvelle république et 1 indépendant.